# Royal Trophy 2011
De Royal Trophy van 2011 was de vijfde editie van dit toernooi, waarbij een team van Europese spelers het opneemt tegen een team van Aziatische spelers. Het werd gespeeld van 7 - 9 januari op de Black Mountain Golf Club Hua Hin in Thailand. Europa won met 9 - 7.
De 17-jarige Matteo Manassero was de jongste deelnemer.

## Teams
| Europa                     | Azië                           |
| -------------------------- | ------------------------------ |
|                            | Joe Ozaki, non-playing captain |
| Colin Montgomerie, captain | Yuta Ikeda                     |
| Fredrik Andersson Hed      | Ryo Ishikawa                   |
| Rhys Davies                | Kyung-tae Kim                  |
| Johan Edfors               | Wen-Chong Liang                |
| Peter Hanson               | Seung-yul Noh                  |
| Matteo Manassero           | Jeev Milkha Singh              |
| Pablo Martín               | Shunsuke Sonoda                |
| Henrik Stenson             | Thongchai Jaidee               |

## Schema
- 7 januari (vrijdag): 4 foursomes, beide teams haalden twee punten
- 8 januari (zaterdag): 4 fourballs, Azië won met 4 - 0
- 9 januari (zondag): 8 singles, Europa won met 7 - 1

Totaal: Europa won met 9 - 7.